# Giovanni "Ernesto" Ceirano
No confundir con Ernesto Ceirano, cuarto de los hermanos Ceirano, nacido en 1975.
Giovanni "Ernesto" Ceirano (1889–1956) fue un industrial italiano, hijo de Giovanni Ceirano, fundador con este de Ceirano Fabbrica Automobili y ganador en dos ocasiones de la Targa Florio. 

## Historia
En 1911 gana por primera vez la Targa Florio.
En 1914 gana por segunda vez la Targa Florio.
En 1917 funda la Ceirano Fabbrica Automobili junto a su padre Giovanni Ceirano.